# Аноте Тонг
Аноте Тонг (англ. Anote Tong; нар. 11 червня 1952) — президент держави Кірибаті в 2003—2016 роках.

## Життєпис
Походив з родини китайських емігрантів, що мешкали на Островах Гілберта, які тоді були волдінням Великої Британії. Народився у Табуаерані 11 червня 1952 року. Вищу освіту отримував у Великій Британії, де закінчив Лондонську школу економіки.
В 2003 році переміг на виборах і став президентом Кірибаті 10 липня 2003 року. Залишився на цій посаді в результаті перемог на виборах 2007 і 2012 років.
Вирішив встановити дипломатичні стосунки з Тайванем (Китайською Республікою) 7 листопада 2003 року, що викликало розрив дипломатичних відносин
з Китайською Народною Республікою. У 2016 році залишив посаду президента Кірибаті.